# Aschaffenburg
Aschaffenburg város Németországban, Északnyugat-Bajorországban. Aschaffenburg járás székhelye, de közigazgatásilag nem része. Ismert „a Spessart kapujaként” is, a hegységhez való közelsége miatt, illetve „bajor Nizzaként”, mert kellemes az éghajlata. Bár Bajorországban fekszik, lakói nem bajoroknak, hanem Frankföld lakóinak tartják magukat, annak ellenére, hogy a történelmi Frankföldnek Aschaffenburg nem volt része, mivel a mainzi érsekséghez tartozott. A településen található sok nagyvállalat, köztük a DPD futárcég is. Lakosainak száma 72 918 fő (2023. december 31.).

## Fekvése
A város a Majna két partján terül el, Németország délnyugati részén, Frankfurt am Maintól 41 kilométerre.

## Népesség
| Lakosok száma | 1526 | 18 093 | 34 056 | 30 861 | 59 838 | 60 964 | 67 844 | 68 986 | 70 527 | 72 918 |
|               | 1668 | 1900   | 1925   | 1945   | 1970   | 1987   | 2013   | 2015   | 2019   | 2023   |

### Közeli települések
Johannesberg, Glattbach, Goldbach, Haibach, Bessenbach, Sulzbach am Main, Niedernberg, Großostheim, Stockstadt am Main és Mainaschaff.

## Kerületei
Aschaffenburg 10 kerületre oszlik:

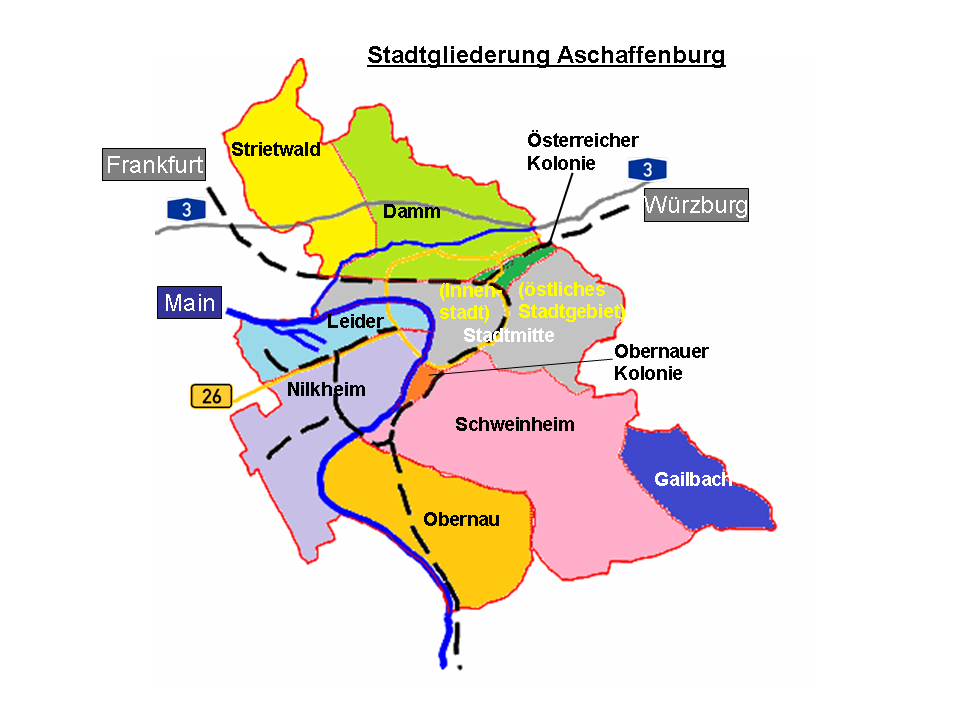

- Aschaffenburg (belváros), (Stadtmitte/Innenstadt és Stadtmitte/Aschaffenburg-Ost:) ca. 22.857 fő (2014-ben), 841 ha
- Damm: 13.013 fő, 731 ha
- Schweinheim: 10.848 fő, 1598 ha
- Nilkheim: 5.409 fő, 802 ha
- Obernau: 4.857 fő, 810 ha
- Leider: 3.302 fő, 317 ha
- Strietwald: 3.241 fő, 755 ha
- Österreicher Kolonie: 1.671 fő, 32 ha
- Gailbach: 1.705 fő, 316 ha
- Obernauer Kolonie: 941 fő, 45 ha

A Majna bal partján csak Nilkheim és Leider fekszik.

## Nevének eredete
Az Aschaffenburg név (a középkorban Ascaffaburc, Ascapha vagy Ascaphaburg) eredeti jelentése „vár a nyárfás folyó partján”. Ezt az Aschaff folyóról kapta, ami a város egyes részein átfolyik.

## Története

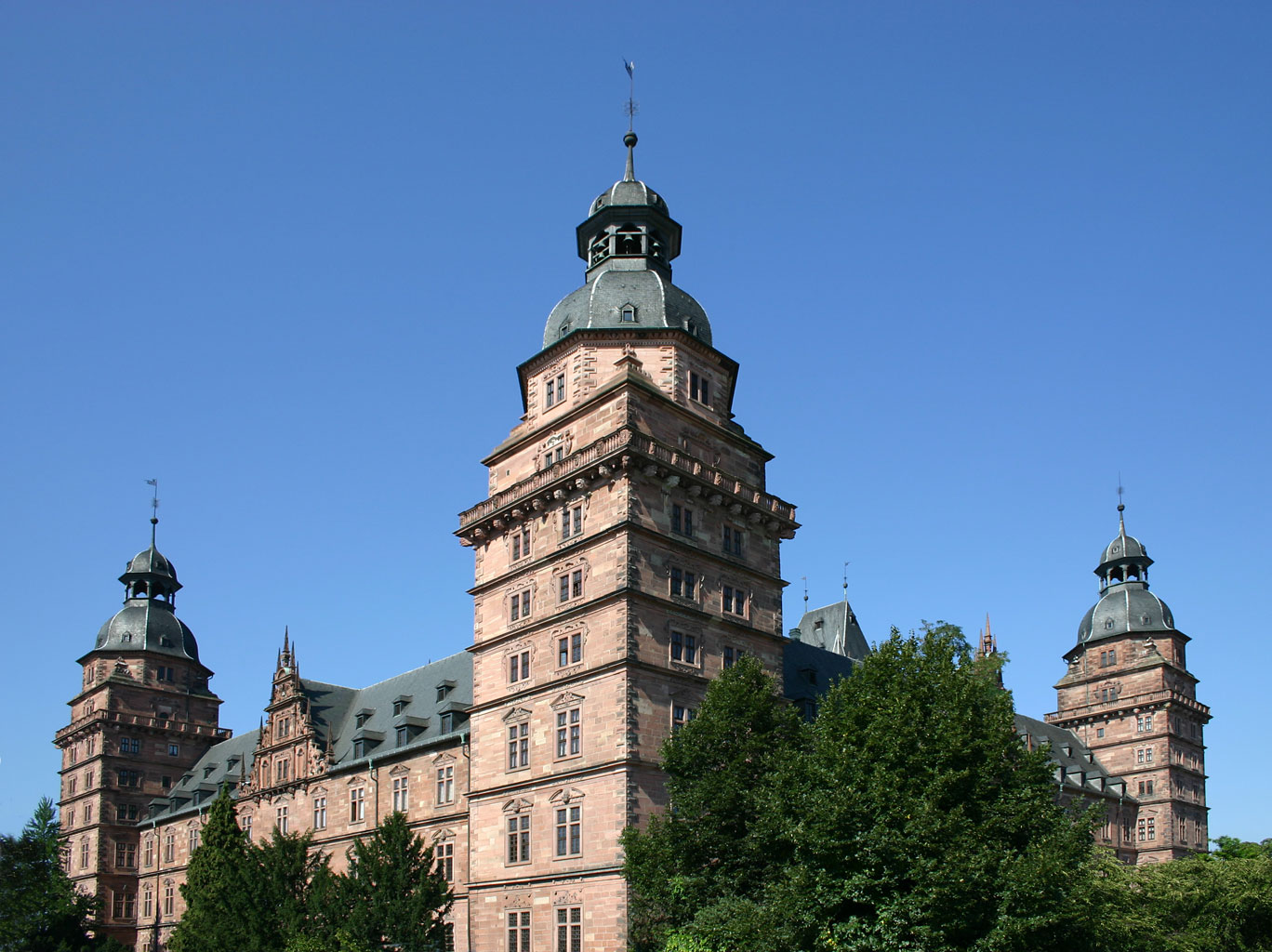
Schloss Johannisburg

A Spessart nyugati peremén, a Majna partján épült városban és környékén a legkorábbi településnyomok a kőkorszakból származnak. Aschaffenburg eredetileg az Alamanni törzs egyik települése volt. Később római légiók állomásoztak itt; erődjük romjain a frankok építettek várat később. A középkorban a város Ascaffaburc, Ascapha vagy Ascaphaburg néven volt ismert.
Szent Bonifác kápolnát emelt Szent Márton tiszteletére és Benedek-rendi kolostort is alapított a városban. 989-ben Willigis érsek kőhidat építtetett a Majnán. 1122 körül Adalbert igyekezett növelni a város jelentőségét.
Történetére a würzburgi és mainzi püspökök, később herceg-érsekek rivalizálása nyomta rá bélyegét. Aschaffenburg 1814 óta tartozik Bajorországhoz.

## Nevezetességek

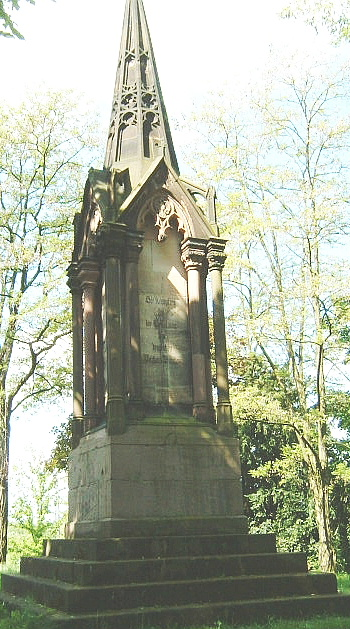
Osztrák emlékmű az Österreicher Kolonie kerületben

- Johannisburg - A Majna partján magasodó Johannisburgot, mely eredetileg frank erőd volt a mainzi hercegérsekek második rezidenciájukká építették ki. Öt tornya közül a legrégebbi, mely fiatornyokkal ékesített még gótikus vonásokat mutat. A négy erőteljes saroktorony és a négyzetes épülettömb azonban 1605-1614 között épült késő reneszánsz stílusban, vöröses homokkőből. Belső termeit utóbb klasszicista stílus szerint korszerűsítették. Az épületet a második világháború után múzeum céljára állították helyre. Híres képtárában (Staatsgalerie) többek között az idősebb Lucas Cranach, Mathis Grünewald, Van Dyck, Rubens, Ruisdael alkotásai láthatók.
- Pompejanum -  A Pompejanum nevű villa a Majna partján áll. I. Lajos bajor király építtette 1842-1849 között, mely egy Pompeiiben feltárt épület másolata.
- Városháza (Rathaus) - az egykori városfal tövében található.
- Stiftskirche St. Peter und Alexander - 12.-13. századi háromhajós, kereszthajós alapítványi templom. A rendház a templom északi oldalán helyezkedik el. Gyönyörű, 13. századi kerengőjének minden egyes oszlopfőjét növényi ornamentika díszíti. Az egykori kanonokházban (Stiftskapitelhaus) rendezték be a templom műkincseinek múzeumát. A múzeumban található többek között Matthias Grünewald utolsó festménye az 1525-ből való Krisztus siratása, Lukas Cranach 1520 körül készült Krisztus feltámadása című képe és Hans Vischer 1530 táján készült Madonna domborműve, valamint Tilman Riemenschneider a Három királyok imádása című alkotásának töredéke.

## Közlekedés

### Közúti közlekedés
A várost érinti az A3-as autópálya.

## Itt születtek, itt éltek
- Schafnaburgi Lampert - 1243-tól 1275-ig Egri püspök valamikor az 1200-as évek elején itt született. Lambertust még a tatárjárás idején IV. Béla magyar király hívta meg Magyarországra, az egri püspöki székbe.

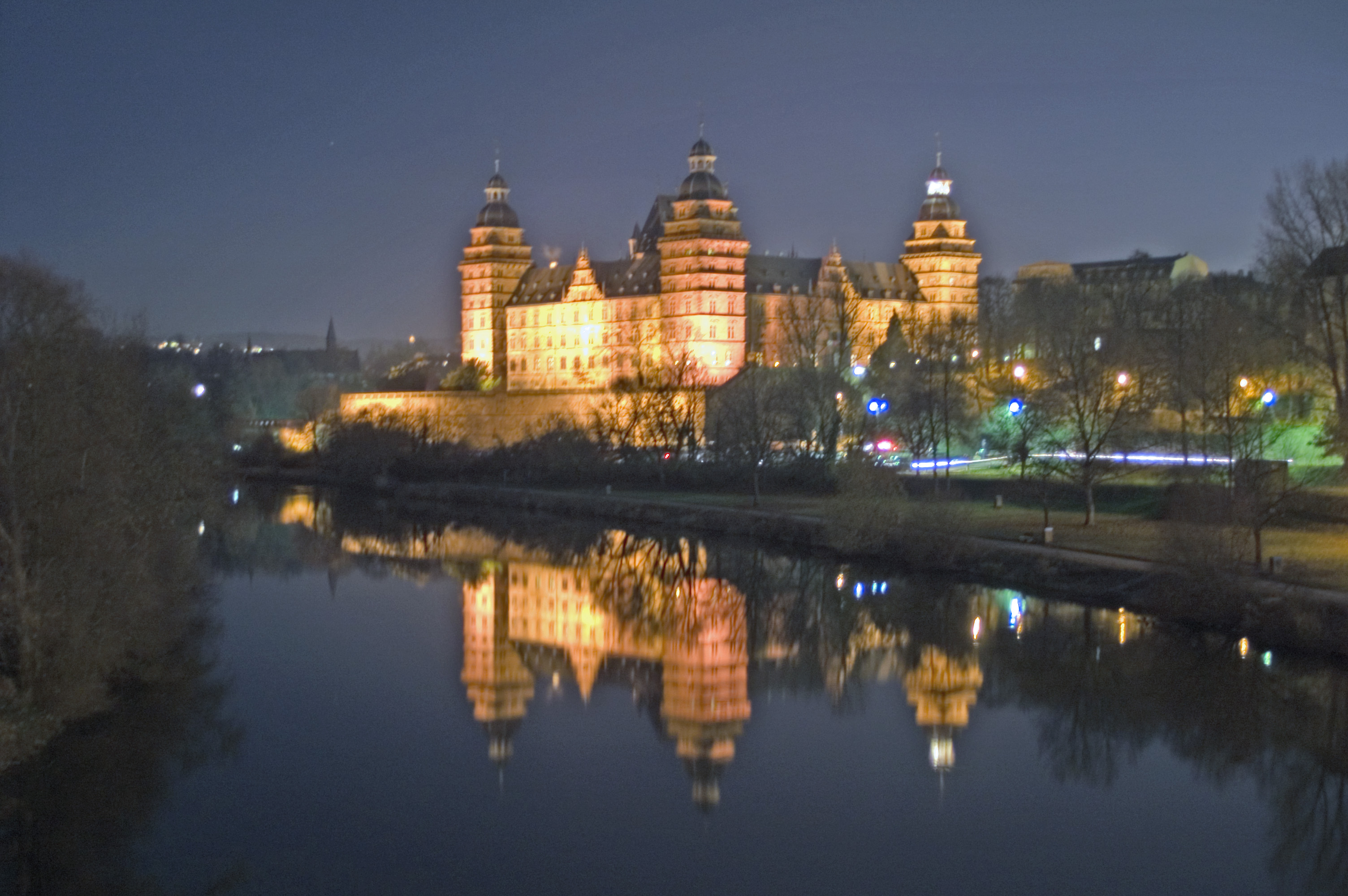
A Johannisburg kastély képe tükröződik a Majna vizében

## Híres aschaffenburgiak
- Helmut Vetter (1923–2009) német festő

## Testvérvárosok
- Perth, Skócia (1956)
- St. Germain-en-Laye, Franciaország (1975)
- Miskolc, Magyarország (1996)